# Musikjahr 1403
Liste der Musikjahre

◄◄ |  ◄ |  14. Jahrhundert | 1400 | 1401 | 1402 | Musikjahr 1403 | 1404 | 1405 | 1406 | 1407 | ► | ►►

Weitere Ereignisse
Dieser Artikel behandelt das Musikjahr 1403.

## Ereignisse

### Herzogtum Burgund
- Johannes Carmen steht in Diensten Philipp II., des Herzogs von Burgund.[1]
- Pierre Fontaine ist Mitglied der Kapelle Philipp II., des Herzogs von Burgund.[2]

### Italienische Staaten

#### Florenz
- Der italienische Notar, Richter und Komponist Piero Mazzuoli wird Organist an der Basilica di San Lorenzo in Florenz.[3]

#### Kirchenstaat
- Johannes Symonis Hasprois ist bis 1403 Mitglied der päpstlichen Kapelle in Avignon.[4]
- Der Komponist Johannes Haucourt steht bis mindestens 1403 in Diensten Benedikts XIII. in Avignon.[5]

#### Padua
- Johannes Ciconia wird im April Kantor und Kustos an der Kathedrale von Padua.[6]

#### Venedig
- An San Marco in Venedig wird erstmals ein Chor in einem Dokument erwähnt, des Weiteren eine Singschule, um den Chor mit Sängernachwuchs zu versorgen.[7]

### Königreich Frankreich
- Nicholas Grenon wechselt an die Kathedrale in Laon, wo er bis 25. Mai 1407 als „magister puerorum“ (Meister der Chorknaben) tätig ist.[8]

## Gestorben
- Nach 1403: Solage, französischer Komponist (* 14. Jahrhundert)